# Хосе Ітурбі
Хосе Ітурбі (ісп. José Iturbi; 28 листопада 1895, Валенсія — 28 червня 1980, Лос-Анджелес) — іспанський диригент і піаніст.

## Біографія
Почав вчитися грі на піаніно в 3 роки, а в 7 років вже виступав у кафе. Навчався у Хоакіна Малатса в консерваторії у Валенсії та в Парижі у Віктора Стауба (диплом 1913). У 1918—1922 роках викладав фортепіано в Женевській консерваторії. У 1923 році дебютував у Лондоні, а в 1928 році в США. У 1933 році дебютував у Мексиці як диригент. З 1936 по 1944 рік очолював Рочестерський філармонічний оркестр. Виступав у фортепіанному дуеті з Вандою Ландовською та своєю сестрою Ампаро Ітурбі. Виконував твори Олександра Тансмана, який присвятив йому кілька своїх композицій. Робив записи для Columbia Records, Angel Records і RCA Records, а також знімався у фільмах. Захоплювався джазом, аранжував «Блакитну рапсодію» Джорджа Гершвіна для двох фортепіано. Також створював власні фортепіанні твори.

## Вибрана фільмографія
- 1943 — Тисячі привітань
- 1945 — Підняти якорі